# Павел I (форт)
Форт «Павел I» (форт «Рисбанк») — памятник истории и архитектуры XIX века. Создан для защиты Кронштадта с юга, почти полностью уничтожен в 1923 году. Объект всемирного наследия, культурного наследия народов РФ федерального значения.

## Строительство
В конце XVIII века появились новые методы войны на море — с помощью судов небольшой осадки, способных обходить фарватер. С учётом этого было решено построить два форта, которые могли бы воспрепятствовать данному манёвру. Первой стали строить батарею на ряжах с двумя бастионами, соединёнными куртиной, к югу от фарватера в 2 км западнее Кроншлота.
Завершено строительство в 1801 году, на батарее с фронтом обороны 408 м разместилось 66 пушек и мортир. Название эта батарея получила Рисбанк, в переводе с немецкого — «засечка на отмели». После этого в 1808 была построена ещё одна батарея в тылу Рисбанка, вооружённая 19-ю орудиями.

## Наводнение
Всё это, кроме западного бастиона, было уничтожено стихией в 1824 году. Но батарею быстро восстановили, и при этом надстроили второй ярус на высоте 7 м от ординара. Орудия расположили в галерее, построили также караульное помещение и склад боеприпасов.
В 1834 добавлено ещё 3 куртины на ряжах и 2 казармы, а также пороховые склады, после чего количество пушек увеличилось до 122, а обслуживающих их солдат — до 610.

## Перестройка в камне
Для улучшения обороноспособности решено было заменить деревянную батарею каменным фортом, и в 1844 году утверждён проект Дестрема. Николай I оценил успешность его проекта по возведению форта Александр I, но внёс некоторые изменения в его проект с целью сокращения сроков строительства и уменьшения расходов — укрепления должны были быть возведены на месте внутренней гавани форта. Таким образом, строители и материалы могли быть размещены прямо на батарее, что избавляло от необходимости каждый день перевозить их в Кронштадт и обратно. Стройка шла быстро, и её часто посещал император, который был доволен скоростью работ. Тем не менее, до Крымской войны строительство завершить не успели, и вооружать начали ещё не достроенный форт. Всего здесь разместили 171 орудие.

## «Павел I»
В 1854 году форт получил имя отца императора — «Павел I». Между фортами «Павел» и «Александр» впервые в мире было установлено минное заграждение, которое не позволило англичанам атаковать город в 1854 году. Англичане вынуждены были ограничиться обстрелами издали после того как на минах подорвались 2 их корабля.
Строительство форта продолжилось и после окончания войны в 1856 году — и в результате в 1859 году здесь было более 200 орудий и 1000 человек.
Развитие оружия в конце XIX века позволило достичь дальности, при которой можно было бы обстреливать Кронштадт прямо с ораниенбаумского берега, что делало уже существующие форты бесполезными, и большая их часть была выведена из состава обороны в 1896 году, а новые, более современные форты (Константин, Тотлебен, Милютин, Обручев) строились гораздо дальше от берега. Рисбанк, в отличие от старших братьев, в строю остался, хоть и стал всего лишь складом патронов, винтовок, мин и другого оружия. Также на нём на вооружении оставались к тому моменту уже устаревшие пушки.

## Уничтожение
В 1919 году, когда фронт Гражданской войны подошёл вплотную к Петрограду, в Кронштадте меньшевики и эсеры подняли восстание, которое было быстро подавлено. Сигналом к нему послужил взрыв на «Павле I». Форт получил серьёзные повреждения и был выведен из состава обороны. Но там остался склад боеприпасов, что сыграло для него роковую роль.
20 июля 1923 года, отпущенные в увольнение, пьяные матросы с линкора «Парижская коммуна» высадились на форте. Во время осмотра возник спор на предмет того, заряжены ли мины, содержащиеся на складе. Проверка была произведена радикальным методом — поджиганием одной из них. В результате возникшего пожара и множества взрывов форт был практически полностью уничтожен, сохранился только один фрагмент стены, где и во время блокады Ленинграда размещалось несколько дальнобойных орудий.

## Современное состояние
Форт больше никогда не реставрировался, на его месте по-прежнему один небольшой фрагмент стены.
В макете фортов Кронштадта в Голландской кухне представлен макет форта в конце XIX века.